# هانده آتایزی
هانده آتایزی (ترکی استانبولی: Hande Ataizi؛ زادهٔ ۲ سپتامبر ۱۹۷۳) هنرپیشه و مجری اهل ترکیه است. او فعالیت حرفه‌ای خود را در تئاتر آغاز کرد. او همچنین برنده جوایزی چون پرتقال طلایی شده است.